# География Ирана
Иран расположен в Передней Азии на стыке Ближнего и Среднего Востока. С севера омывается Каспийским морем, с юга — Персидским и Оманским заливом. Иран граничит по суше с семью государствами: Азербайджан, Армения, Афганистан, Ирак, Пакистан, Туркменистан, Турция; а также делит акваторию Каспийского моря с Россией, Казахстаном, Азербайджаном и Туркменистаном, Персидского залива — с Кувейтом, Саудовской Аравией, Катаром, Бахрейном и ОАЭ, Оманского залива — с Оманом.
По площади территории (1 648 000 км²) Иран занимает 17-е место в мире. На территории Ирана поместились бы пять таких стран, как Германия. Одновременно, площадь Ирана вдвое меньше площади Якутии. Практически вся территория страны, за исключением низинных Гиляна, Мазендерана, Голестана на севере и Хузестана на юго-западе, расположена на высоте не менее 900 м над уровнем моря. С северо-запада на юго-восток протягивается горная цепь Загрос.
Из-за засушливого климата и гористого рельефа Иран не обладает достаточными водными ресурсами. В стране лишь одна судоходная река — Карун. Крупнейшее озеро — Урмия, расположено на северо-западе Ирана. Тем не менее, Иран богат полезными ископаемыми, в особенности углеводородами. Иран обладает третьим в мире запасом нефти, вторым — природного газа, а также крупными запасами угля, железной руды, марганца и цинка.

## Рельеф

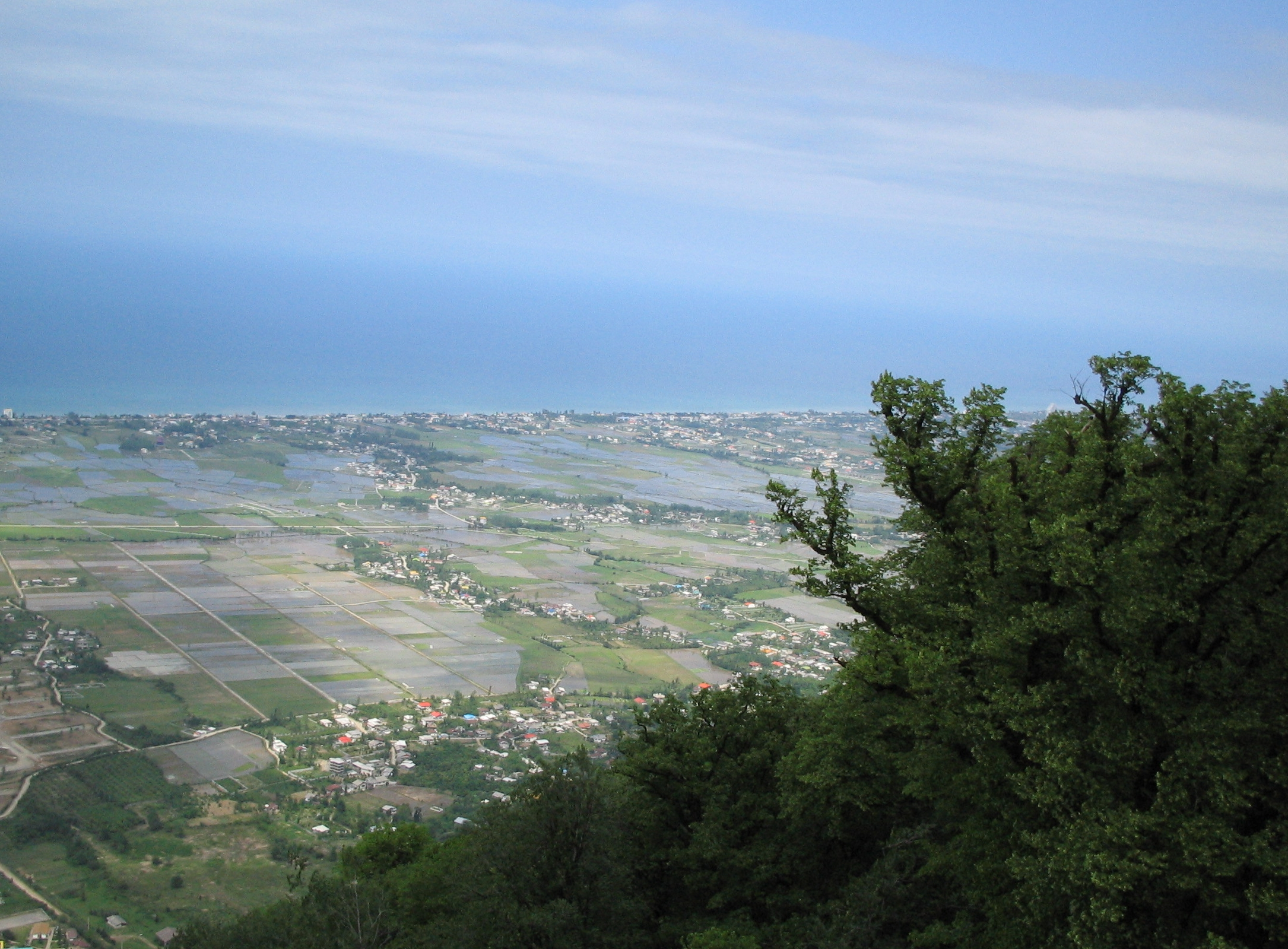
Вид на Каспийское море с Эльбурса

### Горы Ирана
Иран практически полностью располагается на Иранском нагорье, большая часть которого покрыта горами. Главная горная система, Загрос, протягивается на 1500 км с северо-запада на юго-восток. Немалое количество пиков Загроса превышает по высоте 3000 м, а в наиболее высокогорном районе (Фарс) — 4000 метров. Другая крупная горная цепь, Эльбурс, проходит вдоль иранского берега Каспийского моря. В Эльбурсе расположена высочайшая точка Ирана — потухший вулкан Демавенд (5610 м над уровнем моря).
Площадь между Загросом и Эльбурсом занимает Центральное плато, где средняя высота над уровнем моря составляет 900 м. Восточная часть плато покрыта двумя крупными солончаковыми пустынями: Деште-Кевир и Деште-Лут. За исключением немногочисленных оазисов, эта территория необитаема.

#### Высочайшие горы
1. Демавенд (5610 м)
2. Алам-Кух (4850 м)
3. Себелан (4811 м)
4. Динар (4525 м)
5. Зард-кух (4250 м)
6. Шир-кух (4050 м)
7. Тефтан (4025 м)
8. Точал (3964 м)
9. Незва (3810 м)
10. Сехенд (3700 м)

### Низменности Ирана
В Иране только две обширных низменности: Хузестанская равнина на юго-западе, и прикаспийская береговая низменность на севере. Первая является продолжением Месопотамской равнины и уходит вглубь иранской территории на 120—160 км, где прерывается цепью Загрос. Высота на всей территории равнины не превышает 3-5 метров над уровнем моря. Прикаспийская низменность протягивается вдоль берега моря на 640 км, при этом ширина её не превышает 40 км. В некоторых местах береговую линию от подножья Эльбурса отделяет 2 км. Вдоль большей части побережья Персидского и Оманского заливов равнин, как таковых, нет, поскольку Загрос доходит непосредственно до береговой линии.

## Гидрология

### Реки Ирана

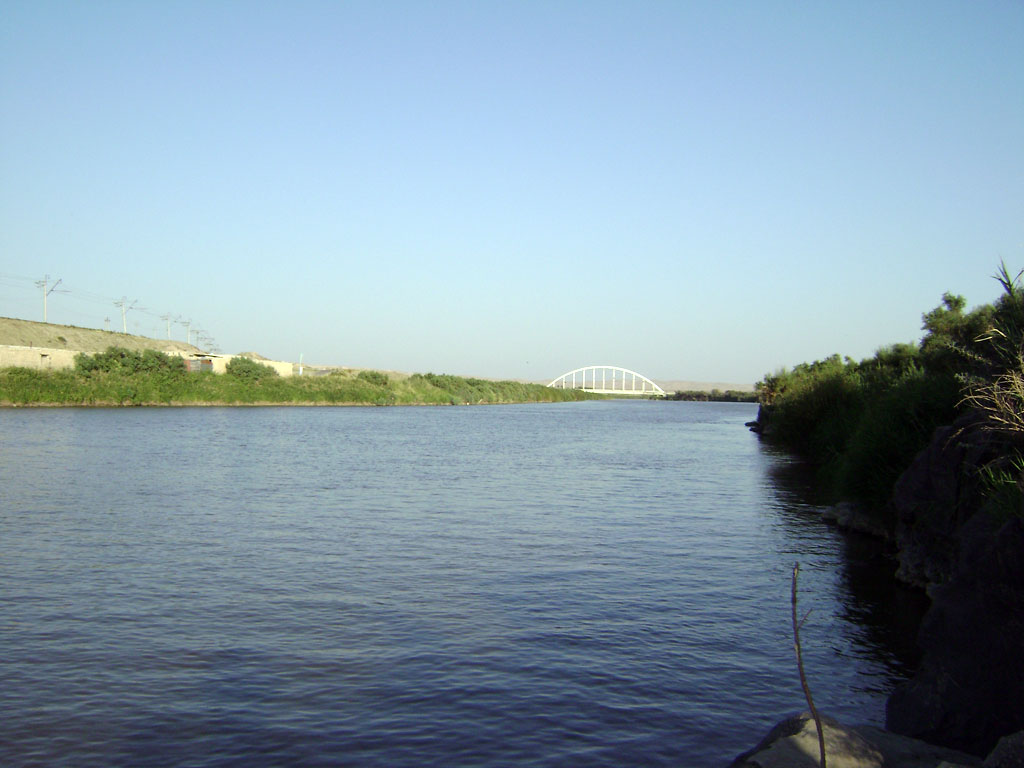
Аракс. Вид с Иранской стороны. На левом берегу — железная дорога Ереван-Баку.

В Иране нет крупных рек, а судоходная лишь одна — Карун. Карун берет начало в Загросе (Чехармехаль и Бахтиария) и протекает, главным образом, по территории Хузестана на юго-западе страны. Речной транспорт используется в основном на 180-километровом участке нижнего течения между городами Ахваз и Хорремшехр, где Карун впадает в Арвандруд (Шатт-эль-Араб). Общая протяженность реки — 950 км. Другие значимые реки: Кархе, Дез и Заянде. Большое количество мелких коротких рек имеется на севере Ирана, в особенности в Мазендеране. Все они стекают с Эльбурса и впадают в Каспийское (Хазарское) море. Реки в центральном Иране полноводны лишь в короткий период таяния снегов в горах, но большую часть года они высыхают.

### Озёра Ирана
Один из немногих водоёмов, которые никогда не пересыхают — солёное озеро Урмия в Иранском Азербайджане. Впрочем, содержание соли там настолько высоко, что не позволяет поддерживать в озере жизнь. Другие озёра: Бахтеган, Гавхуни, Нейриз, Паришан, Неор, Саве. Группа мелких солёных озёр располагается на востоке Ирана — в Систане и Белуджистане, близ границ с Афганистаном и Пакистаном. Немногочисленные пресные озера есть в Эльбурсе, севернее Тегерана.

### Порты
Речные
Абадан, Ахваз, Хорремшехр.
Морские
- Каспийское море: Астара, Ноушехр, Торкеман, Чалус, Энзели.
- Персидский залив, Оманский залив: Бендер-Аббас, Бендрен-Ленге, Бушер, Лаван, Махшехр, Харг, Чабахар.

## Животный мир Ирана

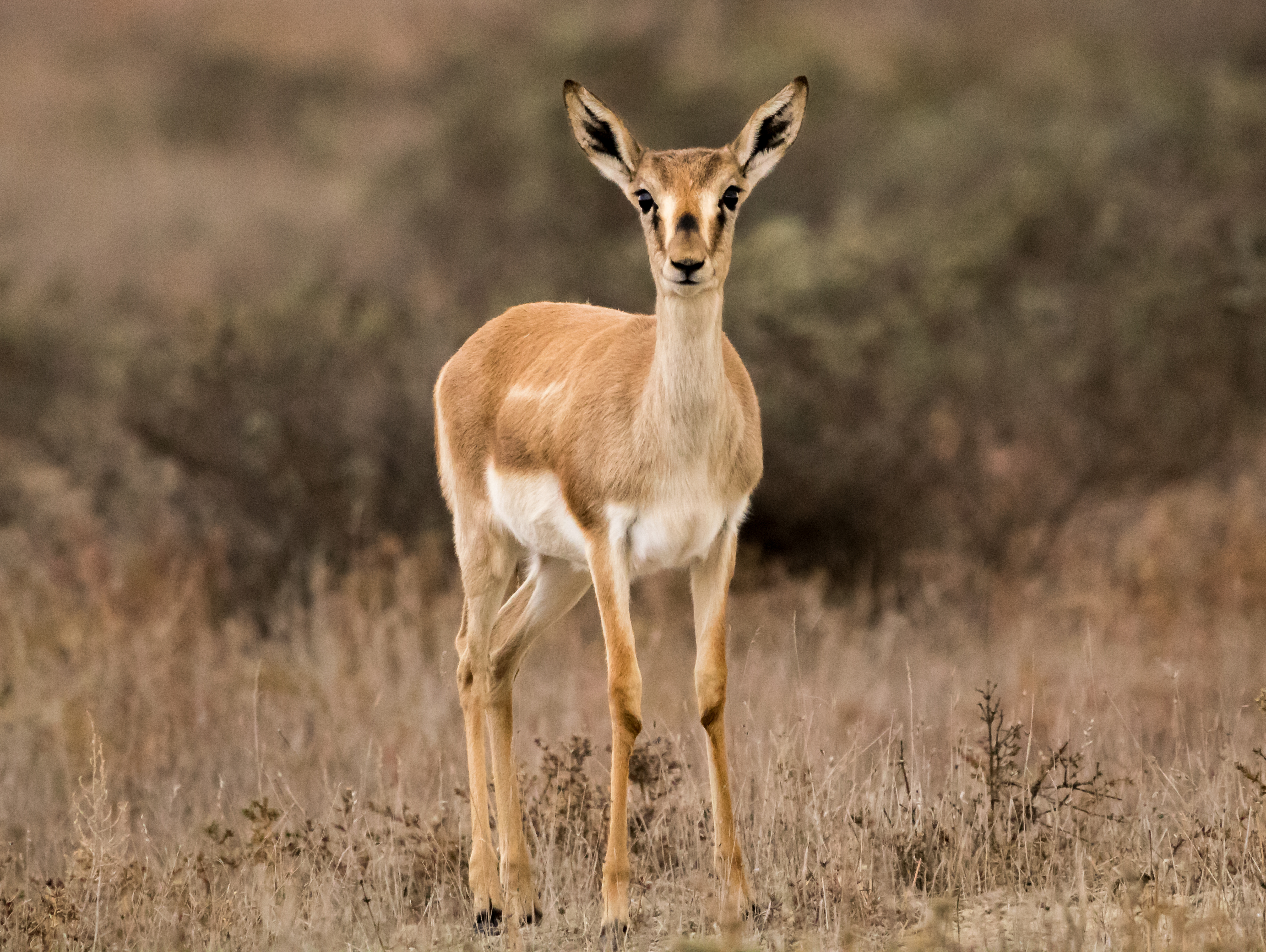
Джейран

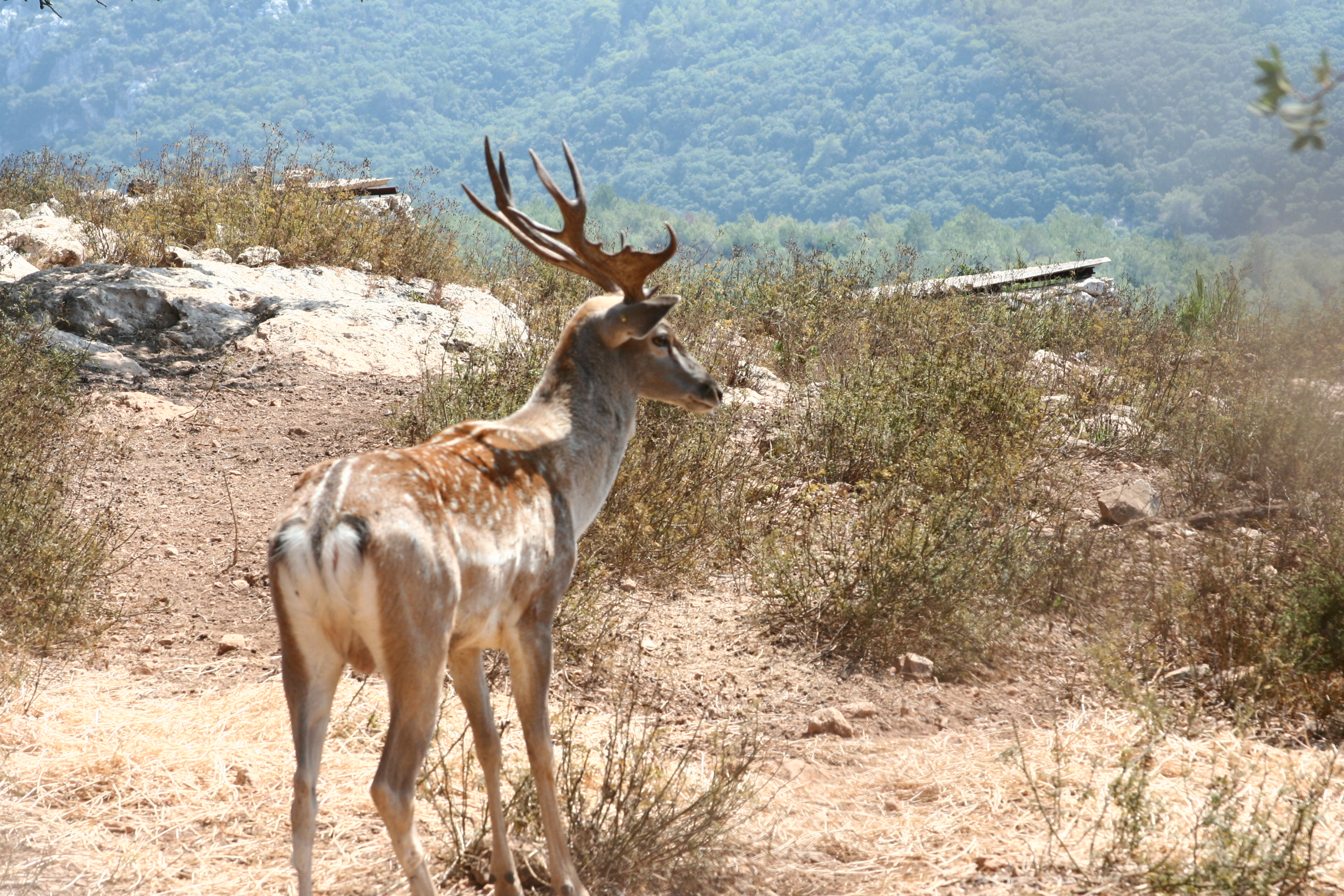
Иранская лань

Животный мир Ирана богат. С целью сохранения его видового разнообразия созданы около 30 заказников. Широко распространены копытные. Среди них особенно выделяются джейран, козерог, иранская лань, горный баран уриал, бородатый козел, муфлон, кулан, обыкновенная газель, кабан. В горах встречаются бурый и белогрудый медведи. Характерны такие хищники, как леопард, камышовая кошка, манул, шакал, волк, полосатая гиена, каракал, встречаются гепард, обыкновенный мангуст. Многочисленны грызуны и птицы (рябки, куропатки, дрофа-красотка, каспийский улар, тупач, серый франколин, кеклик, канюк-курганник, белый аист, серый журавль, стрепет и др.). Многие птицы гнездятся и зимуют в Иране. Особенно богата орнитофауна побережий Каспийского моря и Персидского залива (фламинго, пеликаны, кулики, гуси, утки, мраморный чирок и др.). Богата фауна пресмыкающихся. В пойме р. Сербаз в Белуджистане водится болотный крокодил. В прибрежных водах Персидского залива водятся зеленые морские черепахи. Воды Каспийского моря и Персидского залива изобилуют ценными видами промысловых рыб (в частности, осетровые).
Млекопитающие, такие как волк, шакал, кабан, гиена, бурый медведь и рысь распространены в неосвоенных лесах в провинции Мазандаран. В пустынях и в горных регионах можно встретить персидскую белку, мангуста, персидскую газель, дикобраза, барсука и иранскую разновидность дикого осла.

## Полезные ископаемые
- Природные ресурсы:

нефть, природный газ, уголь, хром, медь, железная руда, олово, марганец, цинк, сера
- Пашни:

10 %
- Многолетние культуры:

1 %
- Пастбища:

27 %
- Леса:

13 %
- Другие земли:

49 % (1998)
- Орошаемая земля:

94,000 км² (1993)

## Климат
В Иране преобладает аридный климат. Вдоль побережья Каспийского моря (т. н. Шомаль) — субтропический. На севере страны зимой температура часто опускается ниже 0°, в июле изредка достигает 30°. Среднегодовое количество осадков составляет 1700 мм во влажных западных областях и 680 мм в засушливых восточных. Летом температура в пустынях может превышать 40°. На западе Ирана, в горах Загрос зимой температура практически всегда ниже 0°, характерны обильные снегопады и сильный ветер. Побережье Персидского и Оманского заливов находится в зоне жаркого и влажного тропического климата, температура колеблется от +16-18°С зимой до +24-30°С летом, при относительно большом количестве выпадающих осадков (до 1000 мм на склонах гор, до 600 мм на равнинных участках).

## Площадь и протяжённость границ
- Площадь:
  - общая: 1 648 тыс. км²
  - суша: 1 636 тыс. км²
  - вода: 12 000 км²
- Сухопутные границы:
  - общая протяжённость: 5440 км
  - приграничные государства:
    - Афганистан — 936 км,
    - Армения — 35 км,
    - Азербайджан — 611 км
    - Нахичеванская АР — 179 км),
    - Ирак — 1458 км,
    - Пакистан 909 км,
    - Турция — 499 км,
    - Туркменистан — 992 км
- Береговая линия: 2440 км
- Каспийское море — 740 км
- Территориальные воды:
  - морская прибрежная зона: 24 морских мили (44 км)

Низшая точка: Каспийское море − 28 м
Высочайшая точка: Демавенд 5610 м